# Perron negen en driekwart
Perron negen driekwart (of Perron 9¾) is in de Harry-Potterboekenreeks een perron op het King's Crosstreinstation in Londen waarvandaan jaarlijks de Zweinsteinexpres vertrekt.

## Verhaal
Wanneer de tovenaarsleerling Harry Potter voor het eerst met de schooltrein naar Zweinsteins Hogeschool voor Hekserij en Hocus-Pocus gaat, weet hij niet hoe hij op het perron moet komen. Voor Dreuzels, niet-magische mensen, is dit perron niet te zien en niet te bereiken. Wanneer hij op het station van King's Cross iemand het woord "Dreuzel" hoort gebruiken spreekt hij de dame in kwestie (Molly Wemel) aan, en zij legt hem uit dat hij door het hek dat zich tussen de sporen 9 en 10 bevindt moet lopen. Alleen heksen en tovenaars kunnen dit. Op die manier vindt Harry inderdaad de schooltrein.
In Harry's tweede schooljaar (en het tweede boek) weigert het hek om Harry door te laten. Harry en zijn beste vriend Ron maken daarom gebruik van de vliegende Ford Anglia van Rons vader Arthur Wemel.
Aan het einde van het laatste boek heeft J.K. Rowling, de schrijfster van de Harry Potter-reeks, een epiloog geschreven waarin ze vertelt hoe het de hoofdpersonen is vergaan. Ook daarin komt het perron voor wanneer de families van Harry Potter (die inmiddels is getrouwd met Ginny Wemel en drie kinderen heeft) en Ron Wemel (die getrouwd is met Hermelien Griffel en twee kinderen heeft) hun kinderen naar de schooltrein brengen. Op het perron komen ze zelfs nog even Draco Malfidus, Harry's vroegere aartsvijand, tegen.

## Stationsgebouw
Voor de verfilming van Harry Potter zijn opnames gemaakt op het perron tussen de sporen vier en vijf van King's Cross Station in Londen, omdat de sporen negen en tien in werkelijkheid niet door een perron gescheiden zijn. Rowling ontdekte nadat de boeken waren gepubliceerd dat ze de indeling van King's Cross verward had met St Pancras, het station naast King's Cross. 
Naar aanleiding van de film is in het station een muur voorzien van een bord met de perronaanduiding 9¾. Onder het bord is een bagagewagentje geconstrueerd dat half in de muur verdwijnt beladen met koffers en een vogelkooi. Er ontstaan regelmatig opstoppingen wanneer toeristen en Harry Potter-fans de doorgang naar perron 9¾ willen fotograferen. 
De originele perronaanduiding uit de film bevindt zich in de collectie van het National Railway Museum in York. Het perron is nagebouwd in het attractiepark Universal Orlando Resort in Florida, The Wizarding World of Harry Potter bij Los Angeles en Warner Bros. Studio Tour London.

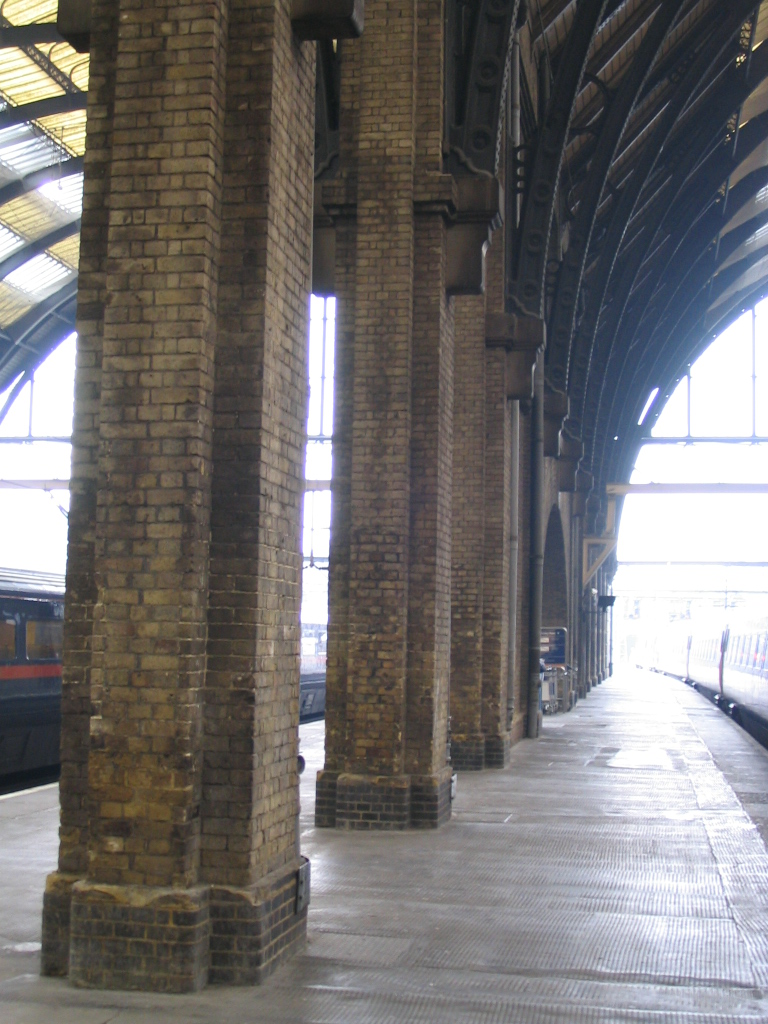
Perron tussen sporen vier en vijf waar de opnames gemaakt zijn
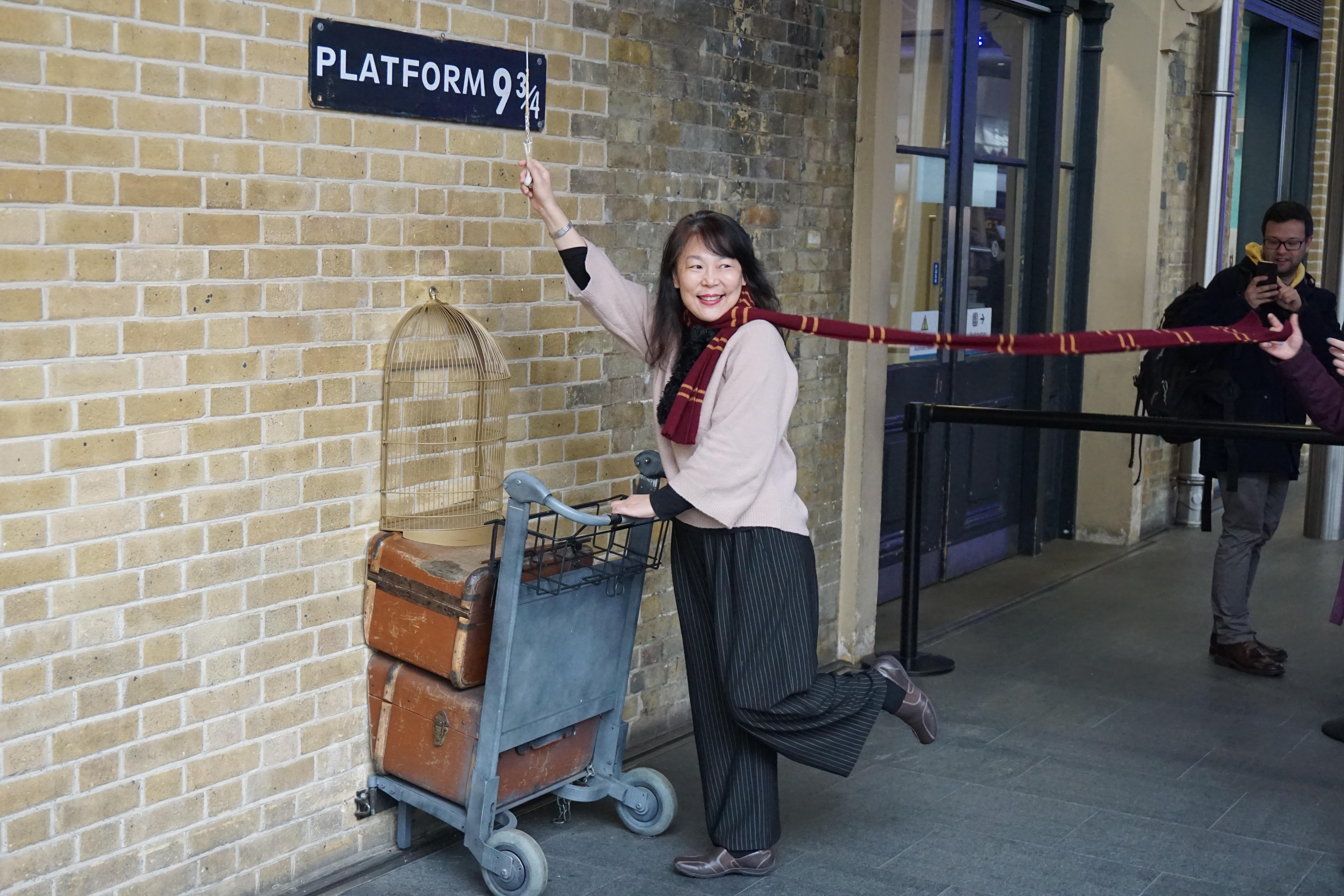
Toerist poseert bij het bagagewagentje bij het fictieve Platform 9¾
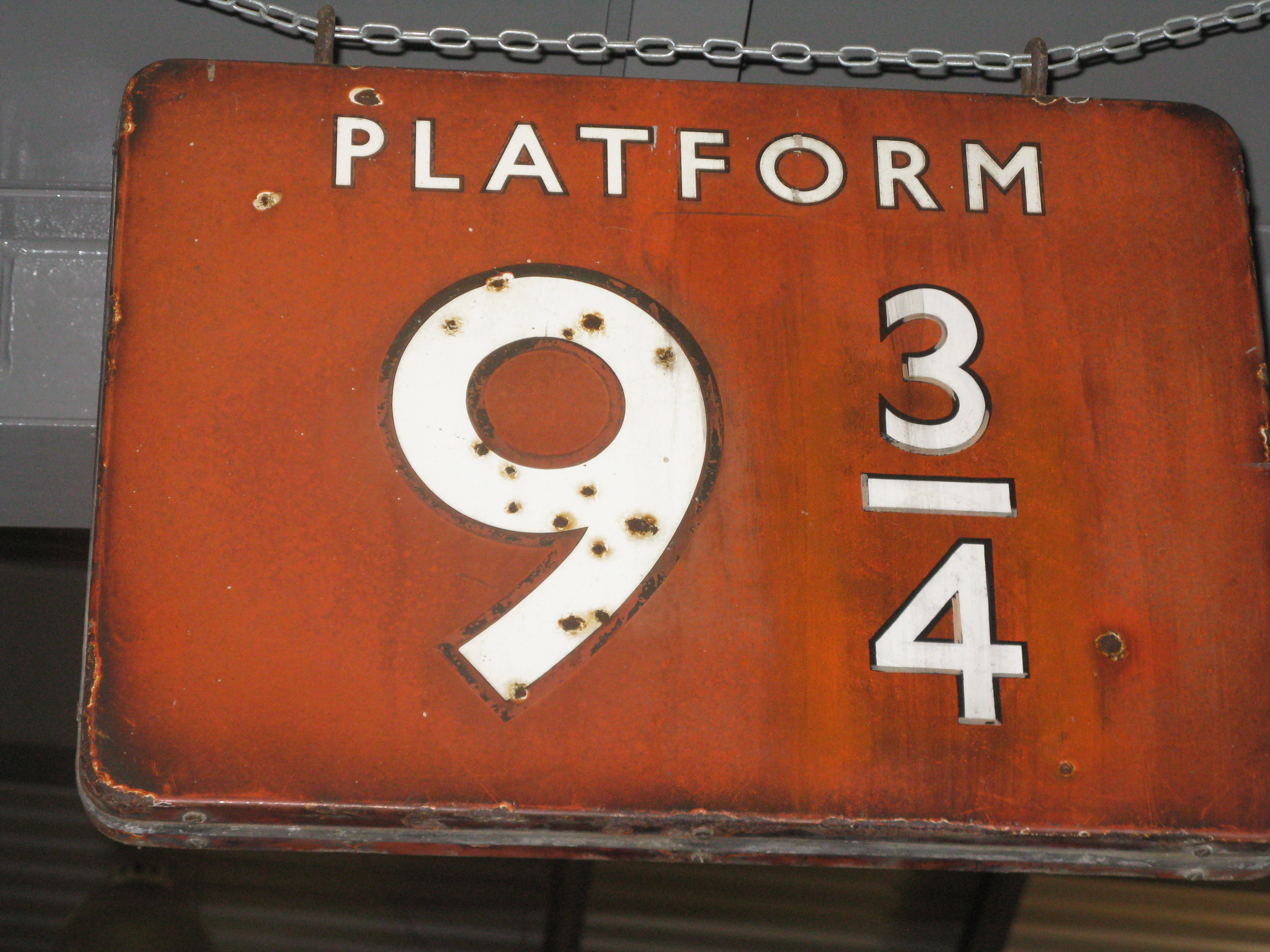
Platformbord in de collectie van het nationaal spoorwegmuseum
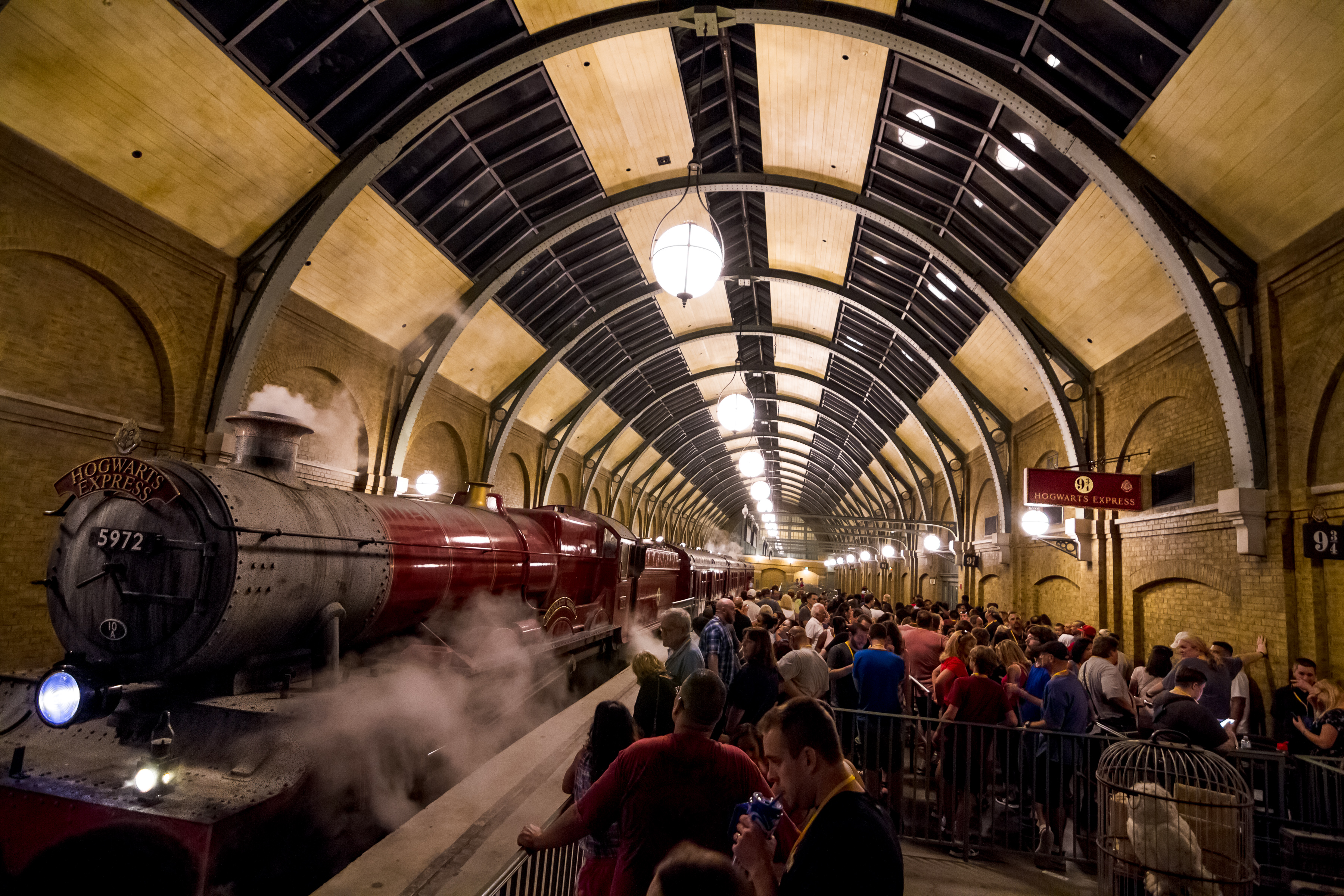
Nagebouwd perron in amusementspark Universal Orlando Resort